# Peter Bredsdorff-Larsen
Peter Bredsdorff-Larsen (født 11. august 1967) er en dansk håndboldtræner og tidligere spiller, der er nuværende landstræner for Færøernes herrehåndboldlandshold siden 2021.
Han spillede hele karrieren i Århus-klubberne Vejlby-Risskov Idrætsklub og IK Skovbakken. Han opnåede én enkelt landskamp i 1994 mod Sverige, hvor han scorede et enkelt mål.

## Klubtræner
Bredsdorff-Larsen startede trænerkarrieren i 2002 som assistenttræner i Randers HK. Hans første job som cheftræner kom i 2003 i Vrold/Skanderborg HK, der dengang spillede i 1. division. I 2007 formåede han at rykke klubben op i den bedste række. I 2008 overtog han pladsen som cheftræner i AaB Håndbold. Her formåede han at vinde Herrehåndboldligaen i 2010.
I sommeren 2011 overtog han roret i KIF Kolding efter Ingemar Linnell. Som asssisttræner i Kolding havde han Henrik Kronborg, der skiftede til KIF Kolding i sommeren 2011 efter et job som cheftræner i Nordsjælland håndbold. Her var han frem til slutningen af sæsonen 2012/13. Hans stop i klubben skete, da spillerne mistede tiltroen til træneren og krævede ham fyret. Spillerne valgte sågar at gå ned i løn for at finansiere kompensationen.
I 2014 blev han cheftræner i Bjerringbro-Silkeborg, som han trænede i syv sæsoner. Han førte blandt andet klubben til sit første mesterskab i 2016. Han stoppede i 2020 for at blive cheftræner for Færøerne.

## Landsholdstræner
Ved siden af sin klubkarriere har Bredsdorff-Larsen har været assistenttræner for landsholdet under først Ulrik Wilbek og siden Gudmundur Gudmundsson. Han var i alt assistent træner fra 2005 til 2015. Som assistenttræner vandt han EM-guld to gange; i 2008 og 2012.
I 2021 overtog han jobbet som landstræner for Færøernes herrehåndboldlandshold, hvor han førte holdet til landets første slutrunde nogensinde ved EM 2024 i Tyskland.

## Øvrige karriere
Udover at træne håndboldspillere har Bredsdorff-Larsen også arbejdet med at uddanne dommere. Han måtte dog træde tilbage fra dette job i 2023, da han blev kritiseret af flere klubber for at være inhabil på grund af sin bestyrelsespost i førstedivisionsklubben HC Aarhus. Han blev herefter afløst af Jan Pytlick.